# Reacciones de las sales de diazonio
Las reacciones de las sales de diazonio son las reacciones químicas en las que participan las sales de diazonio y que permiten su transformación en otros compuestos orgánicos. Debido a que el grupo funcional diazonio es un buen grupo saliente, las reacciones en las que participa son generalmente sustituciones nucleofílicas aromáticas (SNA).

## Reacciones de las sales de diazonio[1]

### Reducción
La reacción con ácido fosfínico (H3PO2 ó HPH2O2) reduce la sal de diazonio a benceno.

### Fluoración
La reacción con tetrafloroborato (BF4-) origina fluorobenceno.

### Cloración
Mediante la reacción con cloruro de cobre(I) ocurre la monocloración del compuesto aromático.

### Bromación
Mediante la reacción con bromuro de cobre(I) ocurre la monobromación del compuesto aromático.

### Yodación
Por reacción con yoduro de potasio se produce yodobenceno.

### Hidrólisis en agua
En solución ácida se produce la hidrólisis de la sal de diazonio obteniéndose fenol.

### Copulación
La reacción de copulación o acoplamiento diazoico ocurre entre una sal de diazonio y un compuesto aromático activado para SEA. Como producto de la reacción se obtiene un azoderivado.

### Cianuración
Mediante la reacción con cianuro de cobre(I) ocurre la monocianuración del compuesto aromático.